# 基里巴斯国家足球队
基里巴斯国家足球队是基里巴斯足球协会管辖的国家足球队。基里巴斯不是国际足联（FIFA）的成员，但是大洋洲足协（OFC）的准成员，所以球队不能参加世界杯的比赛，但有参加大洋洲国家杯的资格。
基里巴斯足球队到目前（2012年6月28日）為止只打了11场比赛，10场在南太平洋运动会，一场友赛。基里巴斯队还从未获得过任何国际足球比赛的胜利。最惨的一次失利是0-24败给斐济队。

## 世界盃成績
- 1930年 至 1978年 - 尚未獨立
- 1982年 至 2014年 - 非FIFA會員國未參賽

## 大洋洲國家盃成績
- 1973年 - 尚未獨立
- 1980年 至 2012年 - 未參賽

## 南太平洋運動會成績
- 1963年 - 1975年 - 尚未獨立
- 1979年 - 第一輪（由俱樂部球隊代表）
- 1983年 至 1995年 - 未參賽
- 2003年 - 第一輪
- 2007年 - 未參賽
- 2011年  - 第一輪

## 所有正式國際比賽成績
| 日期          | 對手           | 比分 | 賽事                 | 觀眾  |
| ------------- | -------------- | ---- | -------------------- | ----- |
| 1979年8月22日 | 巴布亞紐幾內亞 | 0-13 | 南太平洋運動會       |       |
| 1979年8月24日 | 斐濟           | 0-24 | 南太平洋運動會       |       |
| 2003年6月30日 | 吐瓦魯         | 2-3  | 南太平洋運動會 - A組 |       |
| 2003年7月3日  | 索羅門群島     | 0-7  | 南太平洋運動會 - A組 |       |
| 2003年7月5日  | 斐濟           | 0-12 | 南太平洋運動會 - A組 | 4,000 |
| 2003年7月7日  | 萬那杜         | 0-18 | 南太平洋運動會 - A組 | 2,000 |
| 2011年8月30日 | 斐濟           | 0-9  | 南太平洋運動會 - B組 |       |
| 2009年9月1日  | 庫克群島       | 0-3  | 南太平洋運動會 - B組 |       |
| 2009年9月3日  | 巴布亞紐幾內亞 | 1-17 | 南太平洋運動會 - B組 |       |
| 2009年9月5日  | 大溪地         | 1-17 | 南太平洋運動會 - B組 |       |